# Alstad
Alstad est une localité de la commune de Trelleborg dans le comté de Scanie en Suède.